# Perrhénate d'ammonium
Le perrhénate d'ammonium est le sel d'ammonium de l'acide perrhénique. Soluble dans l'eau, il a été découvert peu après le rhénium.

## Synthèse et structure
Le perrhénate d'ammonium peut être préparé à partir de pratiquement toutes les sources courantes de rhénium. Le métal, les oxydes et les sulfures peuvent être oxydés avec de l'acide nitrique et la solution résultante traitée avec de l'ammoniaque. Alternativement, une solution aqueuse de Re2O7 peut être traitée avec de l'ammoniac, suivie d'une cristallisation,. 
Donc le perrhénate d'ammonium est obtenu par réaction d'une solution d'acide perrhénique avec de l'ammoniac:
NH3 + HReO4 → NH4ReO4
Le perrhénate d'ammonium présente une structure cristalline tétragonale de type scheelite avec le groupe d'espace I41/a (no 88) et les paramètres de réseau a = 587,1 pm et c = 1294,2 pm. 
Cette structure cristalline est celle de la scheelite, dans laquelle le cation atomique est remplacé par le cation moléculaire de l'ammonium. Elle subit une transition d'orientation d'ordre moléculaire sous refroidissement sans changement de groupe d'espace, mais avec un changement fortement anisotrope de la forme de la cellule élémentaire, ce qui confère la propriété inhabituelle d'avoir un coefficient RQN du rhénium positif en température et en pression. 
NH4ReO4 peut être considéré comme la structure prototype d'une famille de scheelites d'ammonium, comprenant le pertechnétate (NH4TcO4), le periodate (NH4IO4), le tétrachlorothallate (NH4TlCl4) et le tétrachloroindate (NH4InCl4).

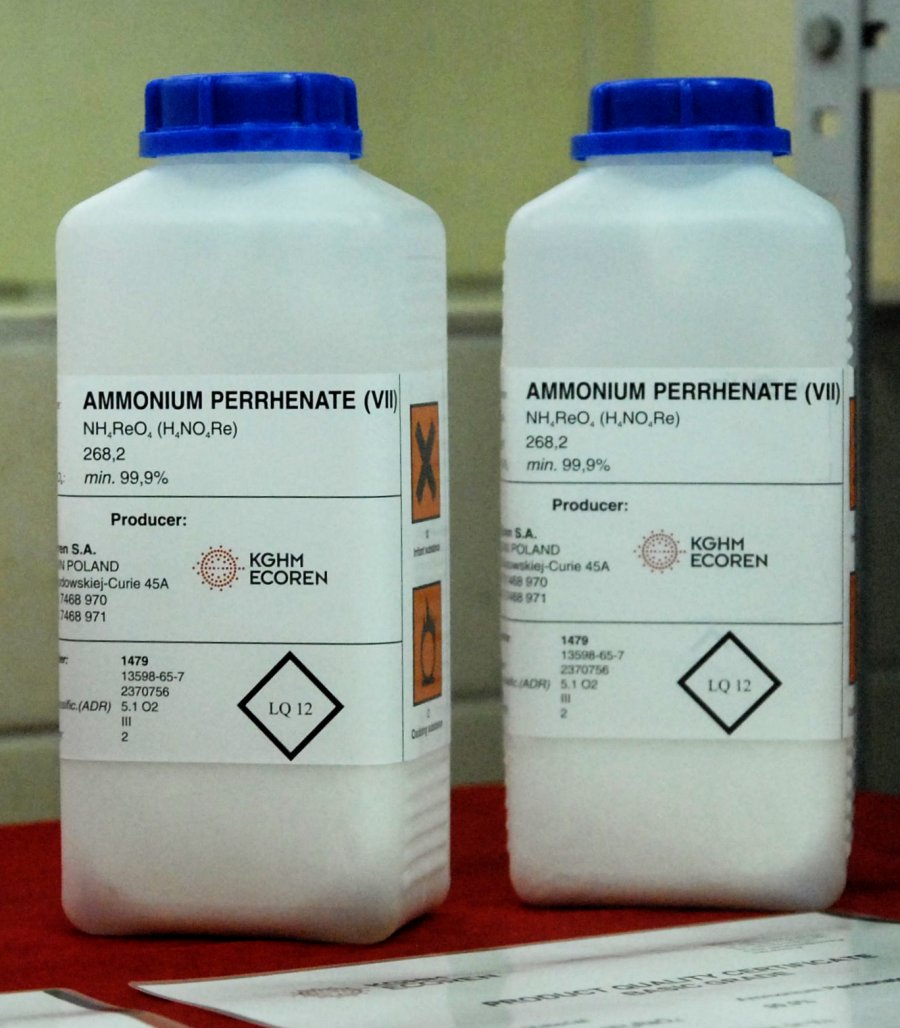
flacons de perrhénate d'ammonium
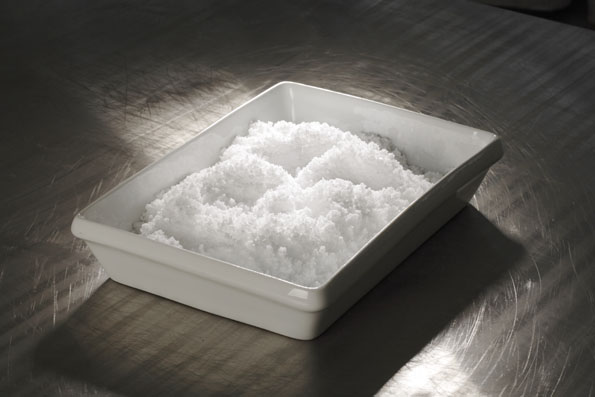
du perrhénate d'ammonium

## Propriété
Le perrhénate d'ammonium  se décompose à 400 °C en oxyde de rhénium(IV), ReO2, en eau et en diazote. De la poudre de rhénium pur peut être produite à partir de ce perrhénate en le chauffant en présence d'hydrogène :
2 NH4ReO4 + 7 H2 → 2 Re + 8 H2O + 2 NH3
Le chauffage doit être fait lentement car le perrhénate d'ammonium se décompose en Re2O7 volatil à partir de 250 °C. Lorsqu'il est chauffé dans un tube scellé à 500 °C, le perrhénate d'ammonium se décompose en dioxyde de rhénium :  
2NH4ReO4 → 2ReO2 + N2 + 4 H2O
Les organohydrazinures de rhénium(III) formés lors de la réduction du perrhénate d'ammonium avec la 2-hydrazinopyridine et la triphénylphosphine pourraient être utilisés en tant que radiopharmaceutiques.